# Kurt Warner
Pour les articles homonymes, voir Warner.
Pro Football Hall of Fame 2017
(en) Statistiques sur pro-football-reference
Kurtis Eugene Warner, dit Kurt Warner, né le 22 juin 1971 à Burlington, Iowa, est un sportif professionnel américain de football américain ayant joué au poste de quarterback dans la National Football League (NFL) pendant douze saisons.
Il est considéré comme l'un des meilleurs quarterback de sa génération, bien que son parcours ait été peu académique. En effet, ce sportif n'a connu l'accession à la NFL qu'à l'âge de 27 ans et sa période de consécration a été marquée par une intensité remarquable mais aussi par une brièveté relative : Warner a surtout connu son heure de gloire sous les couleurs des Rams de Saint-Louis entre 1998 et 2003 qui l'ont conduit à deux Super Bowls, dont un victorieux (Super Bowl XXXIV) et à deux titres de meilleur joueur de la saison (MVP) au cours des saisons 1999 et 2001.
Avec les Cardinals de l'Arizona, il participe au Super Bowl XLIII clôturant la saison 2008, joué début février 2009 à Tampa (Floride) et perdu 23 à 27 face aux Steelers de Pittsburgh.
Kurt Warner a détenu le record du plus grand nombre de yards accumulés  gagnés à la passe (1156) en trois Super Bowls  (414, 377 et 365 ). Toutefois, ce record a ensuite été battu par Tom Brady et plus récemment, par Patrick Mahomes en février 2025 à l'occasion du Super Bowl LIX.

## Biographie

### Carrière universitaire

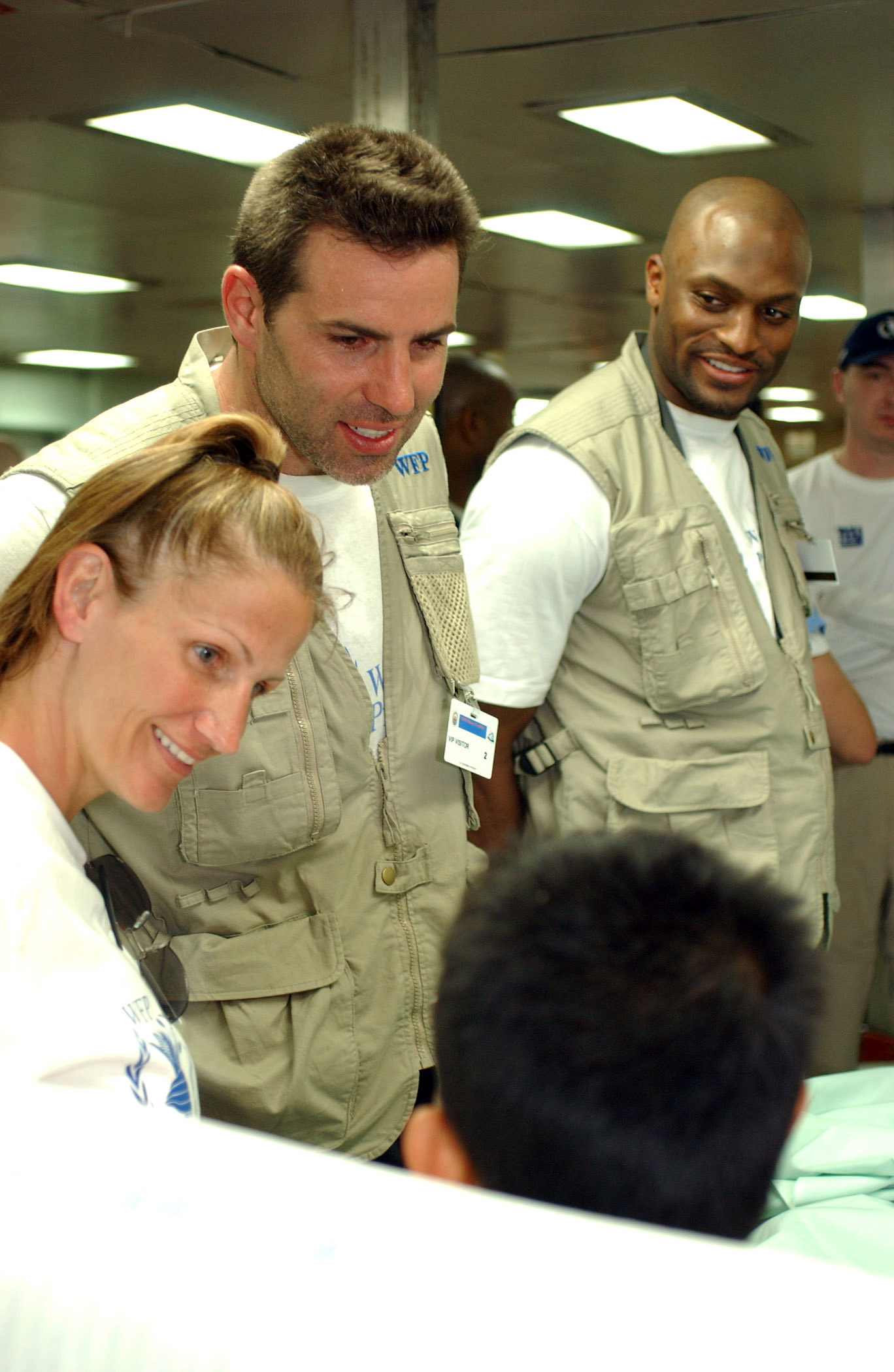
Kurt Warner (au centre), sa femme et Amani Toomer (à droite) au chevet d'un enfant indonésien blessé durant le tsunami de 2004.

Warner effectue une carrière universitaire avec les Panthers de Northern Iowa, université assez modeste en football américain celle-ci évoluant au sein de la NCAA Division III. À l'image de sa carrière, il ne s'y révèle que sur le tard, ne devenant titulaire que lors de sa quatrième et dernière année. Cela ne l'empêche pas de faire montre de son talent naissant en devenant le meilleur passeur de sa conférence au niveau des yards gagnés à la passe et de l'évaluation du quarterback. Il est élu meilleur joueur offensif de sa conférence pour la saison 1993. La faible cote de son université et son manque d'expérience expliquent en partie pourquoi Warner n'a pas été sélectionné lors d'une draft de la NFL à sa sortie de l'université.

### Carrière professionnelle

#### Arena Football League et NFL Europe
Non sélectionné lors de la draft 1994 de la NFL, Kurt Warner décide de tenter sa chance lors des camps d'été organisés par les équipes de la ligue. C'est ainsi qu'il se retrouve au camp d'entraînement des Packers de Green Bay mais ces derniers décident rapidement de ne pas le conserver le libérant après quelques jours.
Warner rejoint ensuite rejoint l'Arena Football League, compétition printanière de football américain en salle. Rencontrant plus de succès dans cette ligue, il signe au début de l'année 1995 un contrat professionnel avec une équipe de sa région, les Barnstormers de l'Iowa avec qui il joue pendant trois saisons accédant avec cette franchise à deux ArenaBowl. Il est ainsi sélectionné en 1996 et 1997 dans la première équipe All-Arena de la saison.
En 1998, il rejoint la NFL Europa, filiale européenne de la NFL. Il y joue pour les Admirals d'Amsterdam une saison au terme de laquelle il est le meilleur de la ligue au nombre de yards gagnés à la passe (2 101) et au nombre de touchdowns inscrits à la passe (15),,.

#### Saint-Louis Rams (1998-2003)
1998
Warner signe un contrat de deux ans avec les Rams de Saint-Louis avant la saison 1998,. Réserviste et considéré conne troisième quarterback de la franchise, il ne joue que quelques minutes lors de l'ultime rencontre de la saison contre les 49ers de San Francisco, profitant de la blessure du titulaire Tony Banks et de la mise au repos de son suppléant Steve Bono.
1999
Avant les matchs préparatoires de la saison 1999, Tony Banks est échangé aux Ravens de Baltimore tandis que Steve Bono signe un contrat avec une autre équipe en tant qu'agent libre. Les dirigeants de la franchise de Saint-Louis signent Trent Green des Redskins de Washington qui est désigné titulaire au poste de quarterback.
Premier remplaçant à ce poste, Kurt Warner est amener à remplacer rapidement Green blessé lors des matchs pré-saison. Il contribue largement à la superbe saison 1999 des Rams, établissant dès sa première saison en tant que titulaire des statistiques remarquables dont 4 353 yards gagnés à la passe (2e de la NFL sur la saison), 43 touchdowns inscrits à la passe (1er) pour une évaluation du quarterback de 109,2 (1er). Désigné meilleur joueur (MVP) de la saison régulière, il conclut cette saison en remportant  Super Bowl XXXIV au cours duquel il gagne 414 yards et inscrit deux touchdowns à la passe. Alors que les Rams sont à égalité avec les Titans du Tennessee à deux minutes de la fin du match, il adresse une passe de 73 yards vers le wide receiver Isaac Bruce qui inscrit le touchdown de la victoire. Sa performance lui vaut d'être désigné MVP du match.
2000
Le 21 juillet 2020, Warner signe un contrat de sept ans pour un montant de 47 millions de dollars avec les Rams. Warner commence la saison en égalant le record de Steve Young en gagnant plus de 300 yards à la passe durant les six premiers matchs de la saison tout en inscrivant 19 touchdowns. Durant le match contre San Diego, il est le premier quarterback de l'histoire à atteindre l'évaluation parfaite du quarterback de 158,3 pour la deuxième fois. Il se fracture l'auriculaire droit le 22 octobre lors du match contre les Chiefs de Kansas City ce qui lui fait manquer cinq matchs. Avec un bilan de 10 victoires et 6 défaites, il qualifie son équipe pour la deuxième année consécutive pour la série éliminatoire. Malheureusement, les Rams s'inclinent lors du tour de wild cards contre les Saints de La Nouvelle-Orléans.
2001
En 2001, Warner maintient un niveau de jeu élevé. Il est ainsi le meilleur joueur de la NFL au nombre de passes réussies (375), au nombre de yards gagnés à la passe (4 830) et au nombre de touchdowns inscrits à la passe (36). Les 4 830 yards gagnés à la passe constituent à l'époque le deuxième meilleur total de tous les temps, derrière Dan Marino qui en avait gagné 5 084 en 1984. Sa seule faiblesse est le nombre trop élevé de passes interceptées (22) même si cette statistique n'affecte pas son évaluation de quarterback (1er dans la NFL avec 101,4) grâce notamment à un taux de complétion de 68,7 % (1er dans la NFL) et à ses 36 touchdowns inscrits à la passe.
Le 11 novembre, à l'occasion de son 36e match dans la NFL, il devient le quarterback le plus rapide de l'histoire à atteindre la barre des 10 000 yards gagnés à la passe. Les Rams réalisent l'une des meilleures saisons de leur histoire en affichant un bilan de 14 victoires pour deux défaites. Les statistiques de Warner sont à nouveau impressionnantes ce qui lui vaut d'être désigne MVP de la saison régulière pour la deuxième fois de sa carrière.
Warner permet ensuite à son équipe d'atteindre le Super Bowl XXXVI. Malgré 365 yards gagnés à la passe, un touchdown inscrit à la passe, un touchdowns inscrit à la course et une remontée impressionnante lors du quatrième quart, deux passes de Warner interceptées par les Patriots plus tôt dans le match, coutent cher aux Rams qui s'inclinent à la suite d'un field goal victorieux inscrit dans les dernières secondes du match par le kicker Adam Vinatieri .
2002
La saison 2002 marque un autre tournant dans la carrière de Kurt Warner dont les performances (et celle de son équipe) vont décliner.  Durant la pré-saison, Warner apparaît un peu plus lent qu'à l'accoutumée, notamment dans le déclenchement de ses passes, ce qui était pourtant sa force. Avec une ligne de bloqueurs et un jeu de course moins efficace, les Rams ne cessent de perdre. Warner se blesse pendant le quatrième match de la saison contre les Cowboys. Remplacé par le rookie Marc Bulger, les Rams perdent leur quatrième match consécutif. Néanmpoins, Bulger étonne par la suite et, bien que guéri de sa blessure, Warner est placé sur le banc.
Warner dispute toutefois encore deux matchs en tant que quarterback titulaire lesquels se soldent par des défaites au cours desquelles il preste très en deçà de ses qualités. Il finit la saison avec une mauvaise évaluation du quarterback (67,4), n'ayant inscrit que 3 touchdowns pour 11 interceptions. Cela ne l'empêche cependant de battre de nouveaux records NFL en devenant le quarterback le plus rapide de l'histoire de la NFL à atteindre la 1000e passe réussie en seulement 47 rencontres et 1 487 tentatives. Il est aussi le plus rapide à atteindre les 1 500 tentatives de passes devançant pour cette statistique Joe Montana et Dan Marino.
2003
La saison 2003 demeure la moins performante de Kurt Warner. Il est désigné titulaire pour le premier match de la saison au détriment de Marc Bulger qui avait pourtant obtenu 101,5 d'évaluation en 2002. Warner commet six fumble lors de ce match joué contre les Giants, révélant plus tard que la fracture à la main subie auparavant n'était pas complètement guérie, rendant la saisie du ballon plus difficile. Bulger redevient titulaire pour le reste de la saison, Warner ne participant brièvement qu'au dernier match de la saison. 
Les Rams engagent ensuite le vétéran Chris Chandler en tant que remplaçant de Bulger avant de libérer Warner le 1er juin 2004 alors qu'il lui restait trois ans de contrat.

#### Giants de New York (2004)
Le 3 juin 2004, Warner signe un contrat d'un an avec les Giants de New York pour remplacer Kerry Collins.
Il commence la saison en tant que titulaire et semble retrouver la confiance au sein d'une équipe qui remporte cinq de ses sept premières rencontres. Après deux défaites consécutives, l'entraîneur principal Tom Coughlin décide de remplacer Warner par le rookie Eli Manning. Warner ne fait plus qu'une brève apparition en treizième semaine et termine sa saison avec des statistiques ordinaires (62,8 % de passes réussies avec une évaluation de 86,5). Les Giants terminent la saison avec un bilan de 6 victoires pour 10 défaites sans participation à la série éliminatoire. Ce bilan négatif n'empêche pas l'entraîneur Coughlin de considérer Eli Manning comme le quarterback de l'avenir pour les Giants, induisant une non reconduction du contrat de Warner. Dans les années à venir, Eli Manning remportera deux Super Bowls sous les ordres de Coughlin.

#### Cardinals de l'Arizona (2005-2010)
2005
Agent libre, Warner signe le 6 mars 2005 un contrat d'un an avec les Cardinals de l'Arizona. Il est désigné quarterback titulaire après un camp d'entraînement convaincant. Sa saison est gâchée à la suite de blessures. Dès le troisième match contre les Seahawks de Seattle, il subit une légère élongation au niveau de l'aine. Absent pendant deux matchs, son remplaçant Josh McCown réussit de belles prestations, remportant la première victoire de la saison en 4e semaine. Revenu de blessure, Warner est considéré remplaçant lors des 6 et 7e matchs de la saison. McCown ne performant pas, Warner retrouve un rôle de titulaire dès la huitième semaine. Il se reblesse cependant lors du 14e match de la saison.
Les Cardinals terminent avec une bilan de 5 victoires pour 10 défaites dont 2 victoires et 8 défaites sous la conduite de Warner.
2006
Warner signe une extension de contrat de trois ans avec les Cardinals le 14 février 2006. Il annonce en début de saison qu'il prendra fort probablement sa retraite sportive après la saison 2006. Après un bilan d'une seule victoire pour 3 défaites, Warner est remplacé par le rookie Matt Leinart considéré comme l'un des meilleurs quarterbacks universitaires de tous les temps. Lors du seizième match, Leinart se blesse et est remplacé par Warner lequel remporte le match. Il perd ensuite le dernier match , terminant la saison sur le plan personnel avec une évaluation respectable de 89,3 points en six matchs.
Au terme de la saison 2006, Warner affiche un bilan de 80 matchs dans la NFL avec un gain cumulé de 20 591 yards et 125 touchdowns à la passe. Trois fois au cours de sa carrière, il a dépassé les 3 000 yards gagnés à la passe sur une saison, soit en 1999, 2000 et 2001. Il détient le record de la NFL du meilleur pourcentage de passes réussies sur l'ensemble d'une carrière avec 65,6 %. Avec une évaluation moyenne du quarterback de 92,3 sur la carrière, il possède la deuxième meilleure évaluation de tous les temps derrière Steve Young (96,8).
2007
Warner décide de poursuivre sa carrière avec les Cardinals de l'Arizona. Désigné quarterback titulaire au cours de onze matchs, il termine sa saison avec un pourcentage de passes réussies de 62.3%, un total de 3 417 yards gagnés et 27 touchdowns inscrits à la passe avec une évaluation de 89,8.
2008
En 2008, Warner atteint les 4583 yards gagnés à la passe tout en inscrivant 30 touchdowns et en réussissant 67,1 % de ses passes. Ses performances lui valent une nouvelle sélection pour le Pro Bowl. Il contribue fortement au premier match de série éliminatoire remporté par les Cardinals depuis 1947 et à leur qualification pour le Super Bowl XLIII. Pour sa troisième participation à un Super Bowl, les Cardinals sont battus 23 à 27 par les Steelers de Pittsburgh, ces derniers inscrivant leurs 7 derniers points au cours des 42 dernières secondes du match.
2009
Lors de la saison 2009, il qualifie à nouveau les Cardinals pour la série éliminatoires après avoir gagné 3753 yards et inscrit 26 touchdowns à la passe. Lors du match de wild card gagné 51 à 45 face aux Packers, il inscrit 5 touchdowns à la passe en réussissant 29 de ses 33 passes tentées. Il est ainsi un des très rares joueurs de la NFL à avoir réussit plus de passes de touchdown que de passes ratées au cours d'un match de série éliminatoire. Les Cardinals sont éliminés lors du tour suivant après une défaite 14 à 45 contre les Saints de La Nouvelle-Orléans.
Kurt Warner annonce officiellement sa retraite le 29 janvier 2010 après 12 années dans la NFL.

## Statistiques
| Saison     | Équipe                   | MJ  | MJ | MJ |         | Passes   | Passes | Passes | Passes | Passes |
| Saison     | Équipe                   | Nb. | G  | P  | Tentées | Réussies | Pct.   | Yards  | TD     |        |
| 1990       | Panthers d'Iowa Northern | -   | -  | -  | 013     | 08       | 61,5   | 0 141  | 02     |        |
| 1991       | Panthers d'Iowa Northern | -   | -  | -  | 025     | 015      | 60,0   | 0 25   | 0      |        |
| 1992       | Panthers d'Iowa Northern | -   | -  | -  | 018     | 05       | 27,8   | 0 69   | 0      |        |
| 1993       | Panthers d'Iowa Northern | 12  | 8  | 4  | 296     | 173      | 58,4   | 2 747  | 17     |        |
| Totaux NFL | Totaux NFL               | 12  | 8  | 4  | 352     | 201      | 57,1   | 2 982  | 19     |        |

| Saison     | Équipe                | MJ  | MJ | MJ |         | Passes   | Passes | Passes | Passes | Passes | Passes | Passes  |       | Courses | Courses | Courses | Courses |  | Sacks | Sacks |
| Saison     | Équipe                | Nb. | G  | P  | Tentées | Réussies | Pct.   | Yards  | TD     | Int.   | Éval.  | Tentées | Yards | Moy.    | TD      | Nb.     | Yards   |  |       |       |
| 1995       | Barnstomers de l'Iowa | 12  | 07 | 5  | 400     | 237      | 59,2   | 2 980  | 43     | 14     | 094,8  | 29      | - 67  | - 2,3   | 4       | 15      | 115     |  |       |       |
| 1996       | Barnstomers de l'Iowa | 14  | 12 | 2  | 422     | 259      | 61,4   | 3 336  | 61     | 15     | 107,5  | 21      | 07    | 00,3    | 7       | 13      | 122     |  |       |       |
| 1997       | Barnstomers de l'Iowa | 14  | 11 | 3  | 498     | 322      | 64,7   | 4 149  | 79     | 14     | 118,6  | 12      | 022   | 01,8    | 5       | 0       | 0       |  |       |       |
| Totaux AFL | Totaux AFL            | 40  | 30 | 10 | 1 320   | 818      | 61,9   | 10 465 | 183    | 43     | 107,8  | 62      | - 38  | - 0,6   | 16      | 28      | 237     |  |       |       |

| Saison            | Équipe               | MJ  | MJ | MJ |         | Passes   | Passes | Passes | Passes | Passes | Passes | Passes  |       | Courses | Courses | Courses | Courses |  | Sacks | Sacks |
| Saison            | Équipe               | Nb. | G  | P  | Tentées | Réussies | Pct.   | Yards  | TD     | Int.   | Éval.  | Tentées | Yards | Moy.    | TD      | Nb.     | Yards   |  |       |       |
| 1998              | Admirals d'Amsterdam | 10  | 7  | 3  | 326     | 165      | 50,6   | 2 101  | 15     | 6      | 78,8   | 19      | 17    | 0,9     | 1       | 28      | 186     |  |       |       |
| Totaux NFL Europa | Totaux NFL Europa    | 10  | 7  | 3  | 326     | 165      | 50,6   | 2 101  | 15     | 6      | 78,8   | 19      | 17    | 0,9     | 1       | 28      | 186     |  |       |       |

| Année              | Équipe                 | MJ                 |         | Passes   | Passes | Passes | Passes | Passes | Passes | Passes  |       | Courses | Courses | Courses | Courses |     | Sacks  | Sacks |  | Fumbles | Fumbles |
| Année              | Équipe                 | MJ                 | Tentées | Réussies | Pct.   | Yards  | TD     | Int.   | Éval.  | Tentées | Yards | Moy.    | TD      | Nb.     | Yards   | Nb. | Perdus |       |  |         |         |
| 1998               | Rams de Saint-Louis    | 01                 | 011     | 04       | 36,4   | 0 39   | 0      | 0      | 047,2  | -       | -     | -       | -       | 0       | 0       | 0   | 0      |       |  |         |         |
| 1999               | Rams de Saint-Louis    | 16                 | 499     | 325      | 65,1   | 4 353  | 41     | 13     | 109,2  | 23      | 92    | 04,0    | 1       | 29      | 201     | 09  | 5      |       |  |         |         |
| 2000               | Rams de Saint-Louis    | 11                 | 347     | 235      | 67,7   | 3 429  | 21     | 18     | 098,3  | 18      | 17    | 00,9    | 0       | 20      | 115     | 04  | 1      |       |  |         |         |
| 2001               | Rams de Saint-Louis    | 16                 | 546     | 375      | 68,7   | 4 830  | 36     | 22     | 101,4  | 28      | 60    | 02,1    | 0       | 38      | 233     | 10  | 4      |       |  |         |         |
| 2002               | Rams de Saint-Louis    | 07                 | 220     | 144      | 65,5   | 1 431  | 03     | 11     | 067,4  | 08      | 33    | 04,1    | 0       | 21      | 130     | 08  | 2      |       |  |         |         |
| 2003               | Rams de Saint-Louis    | 02                 | 065     | 038      | 58,5   | 0 365  | 01     | 01     | 072,9  | 01      | 0     | 00,0    | 0       | 06      | 038     | 06  | 3      |       |  |         |         |
| 2004               | Giants de New York     | 10                 | 277     | 174      | 62,8   | 2 054  | 06     | 04     | 086,5  | 13      | 30    | 02,3    | 1       | 39      | 196     | 12  | 4      |       |  |         |         |
| 2005               | Cardinals de l'Arizona | 10                 | 375     | 242      | 64,5   | 2 713  | 11     | 09     | 085,8  | 13      | 28    | 02,2    | 0       | 23      | 158     | 09  | 5      |       |  |         |         |
| 2006               | Cardinals de l'Arizona | 6                  | 168     | 108      | 64,3   | 1 377  | 06     | 05     | 089,3  | 13      | 3     | 00,2    | 0       | 14      | 104     | 10  | 3      |       |  |         |         |
| 2007               | Cardinals de l'Arizona | 14                 | 451     | 281      | 62,3   | 3 417  | 27     | 17     | 089,8  | 17      | 15    | 00,9    | 1       | 20      | 140     | 12  | 6      |       |  |         |         |
| 2008               | Cardinals de l'Arizona | 16                 | 598     | 401      | 67,1   | 4 583  | 30     | 14     | 096,9  | 18      | -2    | - 0,1   | 0       | 26      | 182     | 11  | 7      |       |  |         |         |
| 2009               | Cardinals de l'Arizona | 15                 | 513     | 339      | 66,1   | 3 753  | 26     | 14     | 093,2  | 21      | 10    | 00,5    | 0       | 24      | 172     | 11  | 6      |       |  |         |         |
| Totaux en carrière | Totaux en carrière     | Totaux en carrière | 4 070   | 2 666    | 65,5   | 32 344 | 208    | 128    | 93,7   | 173     | 286   | 1,7     | 3       | 260     | 1 669   | 102 | 46     |       |  |         |         |

| Année      | Équipe                 | MJ |              | Passes       | Passes       | Passes       | Passes       | Passes       | Passes       | Passes       |              | Courses      | Courses      | Courses | Courses |     | Sacks  | Sacks |  | Fumbles | Fumbles |
| Année      | Équipe                 | MJ | Tentées      | Réussies     | Pct.         | Yards        | TD           | Int.         | Éval.        | Tentées      | Yards        | Moy.         | TD           | Nb.     | Yards   | Nb. | Perdus |       |  |         |         |
| 1999       | Rams de Saint-Louis    | 3  | 121          | 77           | 63,6         | 1 063        | 08           | 4            | 100,0        | 6            | 3            | 0,5          | 0            | 4       | 24      | 3   | 1      |       |  |         |         |
| 2000       | Rams de Saint-Louis    | 1  | 040          | 24           | 60,0         | 0 365        | 03           | 3            | 083,9        | 1            | 5            | 5,0          | 1            | 2       | 15      | 1   | 1      |       |  |         |         |
| 2001       | Rams de Saint-Louis    | 3  | 107          | 68           | 63,6         | 0 793        | 04           | 3            | 086,7        | 9            | 8            | 0,9          | 1            | 6       | 45      | 2   | 0      |       |  |         |         |
| 2003       | Rams de Saint-Louis    | 0  | N'a pas joué | N'a pas joué | N'a pas joué | N'a pas joué | N'a pas joué | N'a pas joué | N'a pas joué | N'a pas joué | N'a pas joué | N'a pas joué | N'a pas joué | -       | -       | -   | -      |       |  |         |         |
| 2008       | Cardinals de l'Arizona | 4  | 135          | 92           | 68,1         | 1 147        | 11           | 3            | 112,2        | 8            | 1            | 0,1          | 0            | 5       | 20      | 2   | 1      |       |  |         |         |
| 2009       | Cardinals de l'Arizona | 2  | 059          | 46           | 78,0         | 0 584        | 05           | 1            | 129,1        | 1            | 0            | 0,0          | 0            | 2       | 12      | 2   | 0      |       |  |         |         |
| Totaux NFL | Totaux NFL             | 13 | 462          | 307          | 66,5         | 3 952        | 31           | 14           | 102,8        | 25           | 17           | 0,7          | 2            | 19      | 116     | 10  | 3      |       |  |         |         |

## Palmarès
- Vainqueur du Super Bowl XXXIV avec les Rams ;
- Finaliste du Super Bowl XXXVI avec les Rams ;
- Finaliste du Super Bowl XLIII avec les Cardinals ;
- MVP de la saison NFL en 1999 et 2001 ;
- Sélectionné au Pro Bowl en 2000, 2001, 2002 et 2008.

## Vie privée
Warner est chrétien évangélique, membre d’une église charismatique et croit que Dieu l'a guéri d'une commotion cérébrale dont il a souffert en 2000. Warner évite cependant le terme « charismatique », déclarant en 2001 au magazine Charisma : « Je suis juste chrétien. »